# Joachim Daniel Jauch
Joachim Daniel Jauch, właśc. Joachim Daniel von Jauch (ur. 22 marca 1688 w Güstrow, zm. 3 maja 1754 w Warszawie) – saski inżynier wojskowy i architekt, działający w Polsce.

## Życiorys
Od 1715 dyrektor królewskiego Urzędu Budowlanego w Warszawie. Od 1711 r. kapitan, uczestnik oblężenia Stralsundu podczas wojny północnej, od 1720 r. major, od 1736 pułkownik artylerii koronnej, od 1746 generał wojsk saskich i polskich.
Joachim von Jauch był projektantem wybudowanych w latach 1730–1732 w Warszawie Koszar Mirowskich. Projektował kilka budowli dla króla Augusta II Mocnego oraz warszawskie budowle sakralne. Pośredniczył przy wykupie przez króla niektórych nieruchomości. Poza pracą w Warszawie doradzał m.in. hetmanowi Janowi Klemensowi Branickiemu w pracach inżynieryjnych w pałacu w Białymstoku.
Ożenił się około 1720 roku z Evą Marią Münnich, córką późniejszego pogromcy Turków, rosyjskiego feldmarszałka Burkharda Christopha Münnicha, w latach 20. XVIII w. kolegi z warszawskiego Bauamtu, z którym przebudowywał pałac Mniszchów. Około 1730 r. otrzymał szlachectwo.
Zmarł w Warszawie, pochowano go w warszawskim kościele kapucynów.
Jedna z córek wyszła za mąż za Henryka Lelhoeffela, lekarza nadwornego Augusta III. Wnukiem Henryka Lelhoeffela i Konstancji z Jauchów był Joachim Lelewel, polski historyk.

## Ważniejsze prace
- 1715 przejął prace projektowe w pałacu w Wilanowie po Janie Christianie Naumannie, m.in. w Wielkiej Sali Stołowej
- 1717 skrzydło północne przy Pałacu Sapiehów w Grodnie
- 1720
  - Spielhäuser w Ogrodzie Saskim w Warszawie
  - Sale sejmowe w pałacu Sapiehów w Grodnie
  - Kościół i klasztor Bonifratrów w Warszawie
  - Koszary Kazimierzowskie w Warszawie
- 1722–1723 niektóre sale Zamku Królewskiego w Warszawie, w tym nowa Sala Senatorska, do której przeniósł elementy wyposażenia ze starej, m.in. 60 herbów polskich województw, boazerie, gzymsy oraz lizeny.
- 1724–1731 Droga Kalwaryjska w Warszawie prowadząca od placu Trzech Krzyży do Grobu Chrystusa niedaleko Zamku Ujazdowskiego. Wzdłuż drogi krzyżowej zaprojektował 28 kaplic
- 1726 Pałac Błękitny (także Jan Zygmunt Deybel i Carl Friedrich Pöppelmann)
- 1726 Grand Salon w Ogrodzie Saskim w Warszawie
- 1730–1732 Koszary Mirowskie w Warszawie
- 1731 projekt zewnętrznej klatki schodowej przy elewacji skrzydła polnocnego dziedzińca Zamku Królewskiego w Warszawie
- 1733 Castrum Doloris dla Augusta II Mocnego
- 1735 - 1750 utopijny projekt nowego ukształtowania Zamku Królewskiego w Warszawie, wg projektu, ktory wykonał Johann Friedrich Karcher w latach ok. 1698-1700
- 1736 Sarkofag dla Augusta II Mocnego w kościele kapucynów w Warszawie
- 1736 Kaplica w Pałacu Saskim w Warszawie
- 1737–1739 Przebudowa Pałacu Kazimierzowskiego dla Sułkowskiego (także: Jan Zygmunt Deybel)
- 1738 królewskie stacje pocztowe w Dąbrowie i Boguszycach
- 1745 Portal w Pałacu Saskim
- 1752 Nowy Zamek w Grodnie
- 1752 kaplica przy Nowym Zamku w Grodnie
- 1752–1754 Przebudowa Arsenału Królewskiego w Warszawie
- 1753 Przebudowa kościoła św. Wawrzyńca w Warszawie dla rodziny Brühl

## Galeria

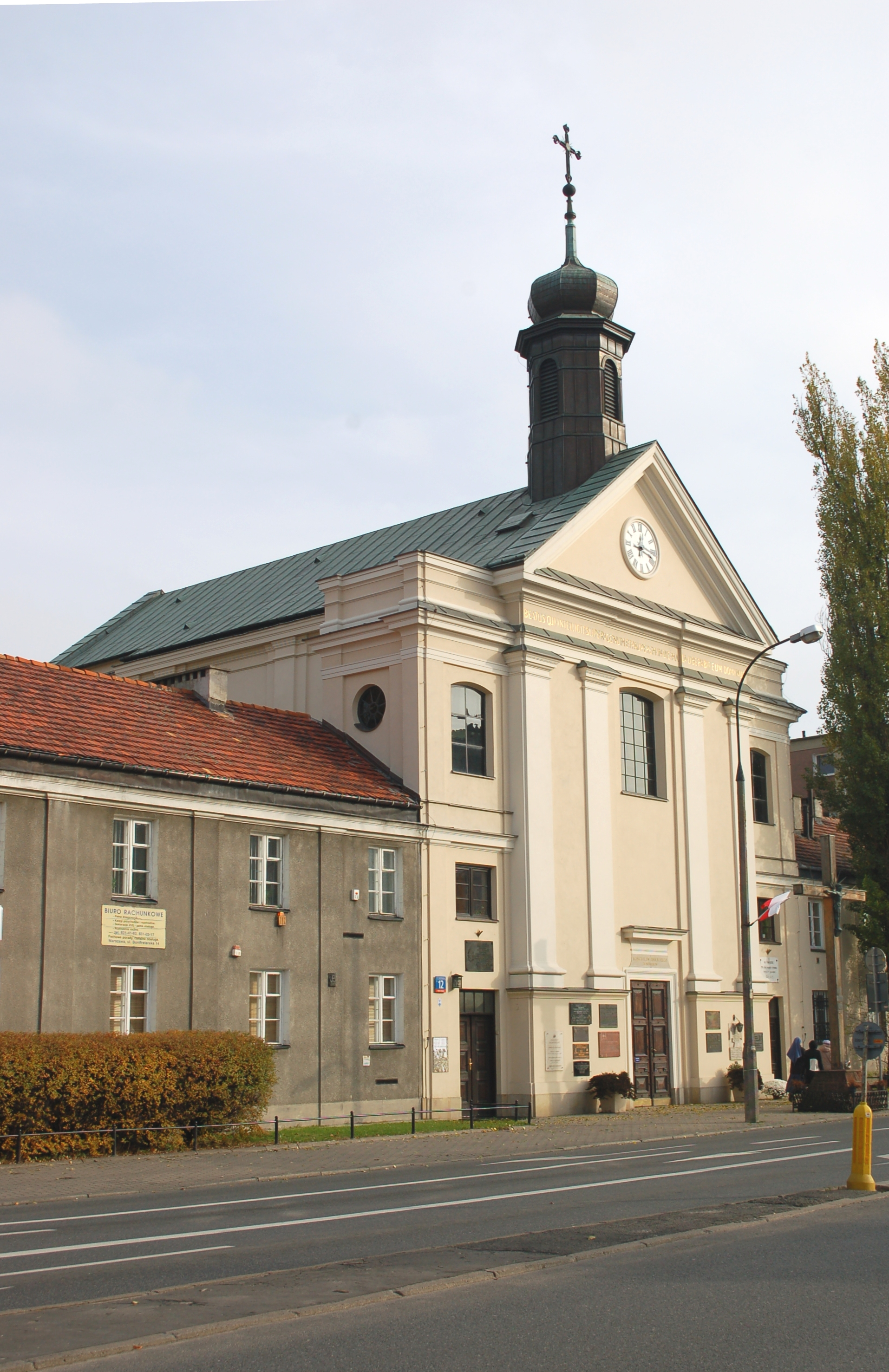
Kościół Bonifratrów w Warszawie
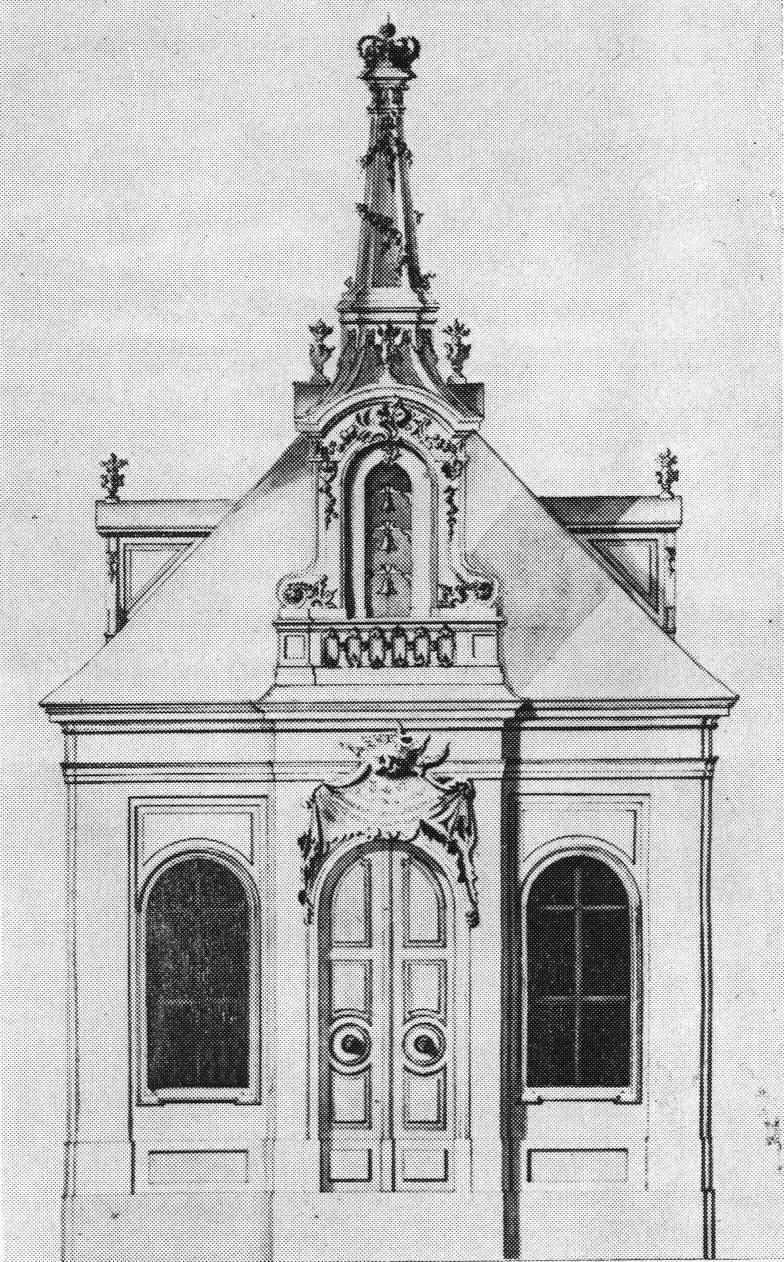
Kaplica przy Nowym Zamku w Grodnie
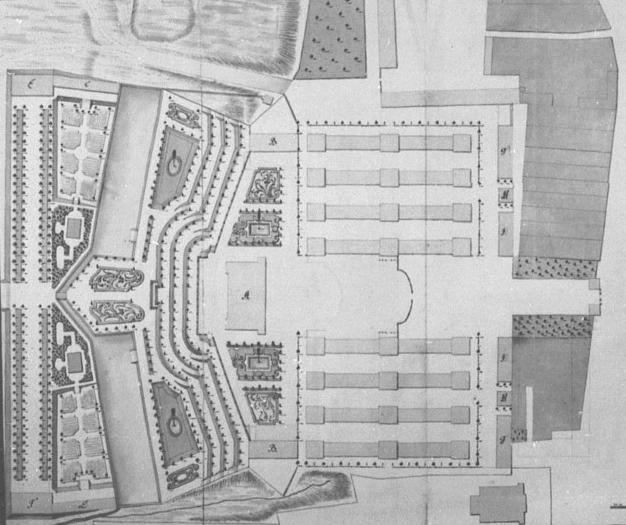
Koszary Kazimierzowskie
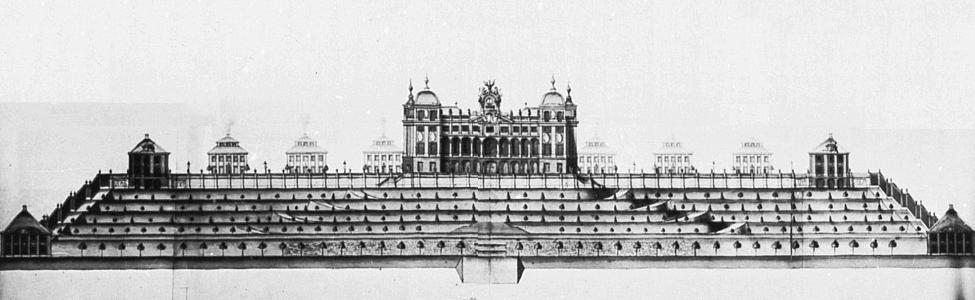
Pałac Sułkowskich (Kazimierzowski)
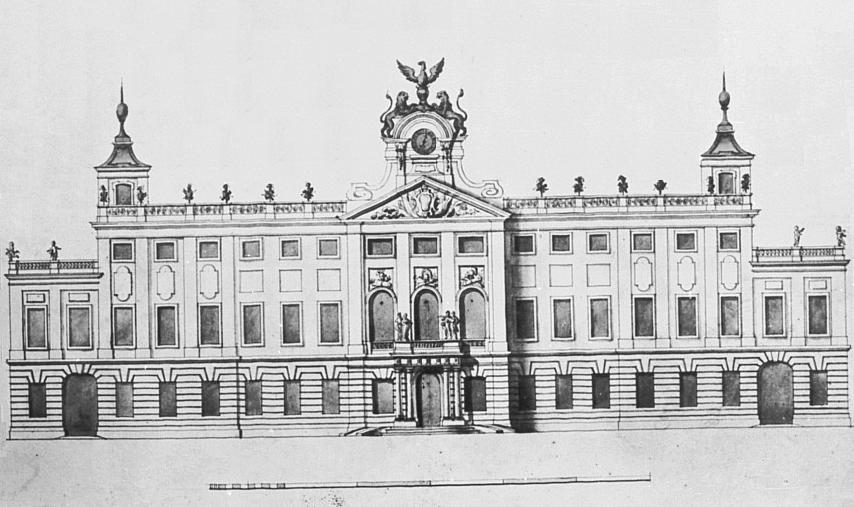
Pałac Sułkowskich fasada od strony dziedzińca
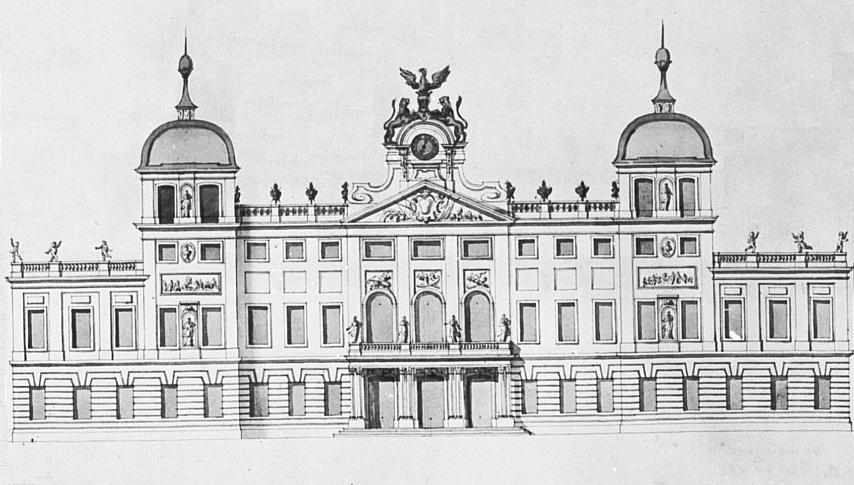
Pałac Sułkowskich fasada ogrodowa
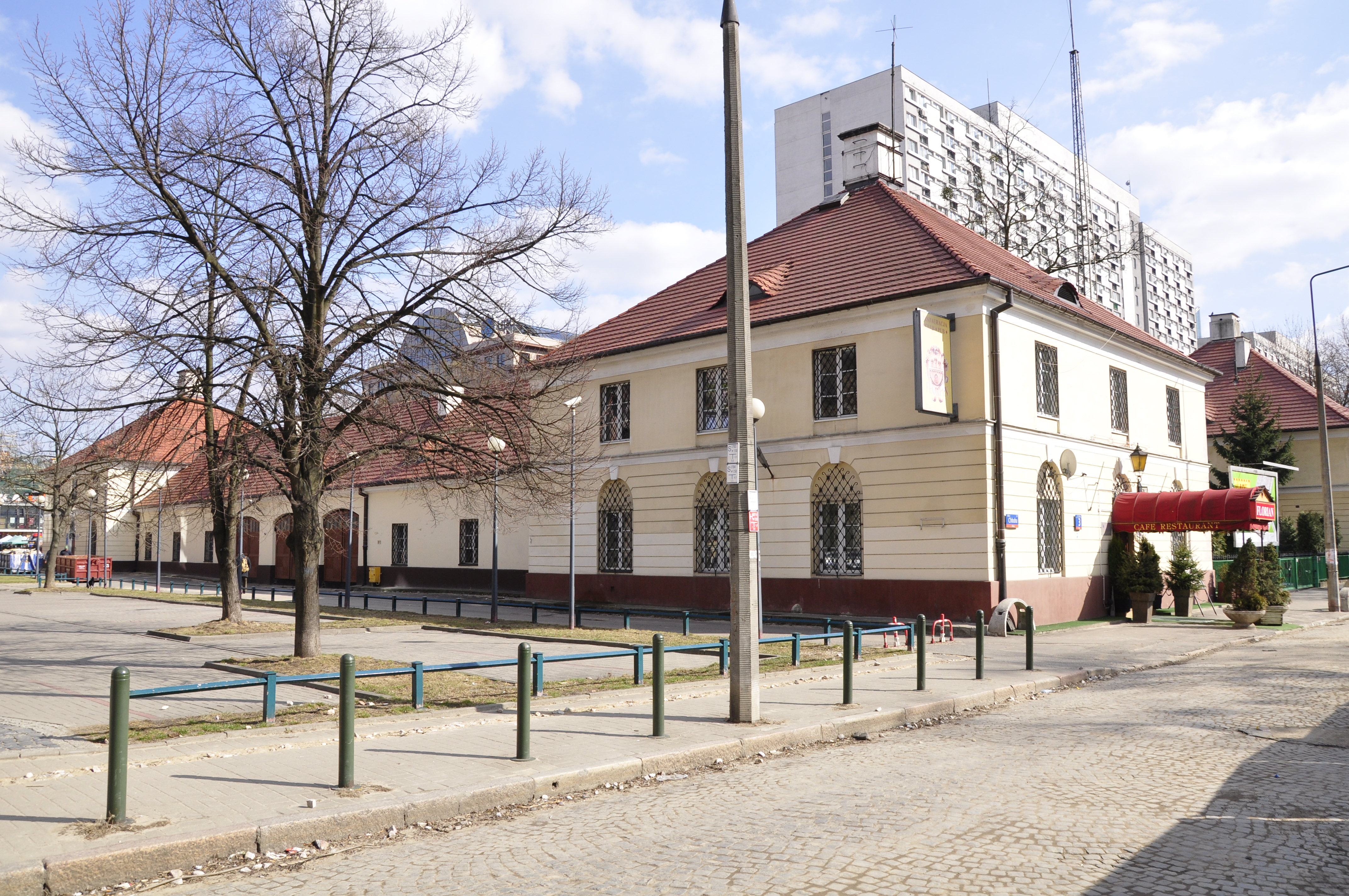
Koszary Mirowskie
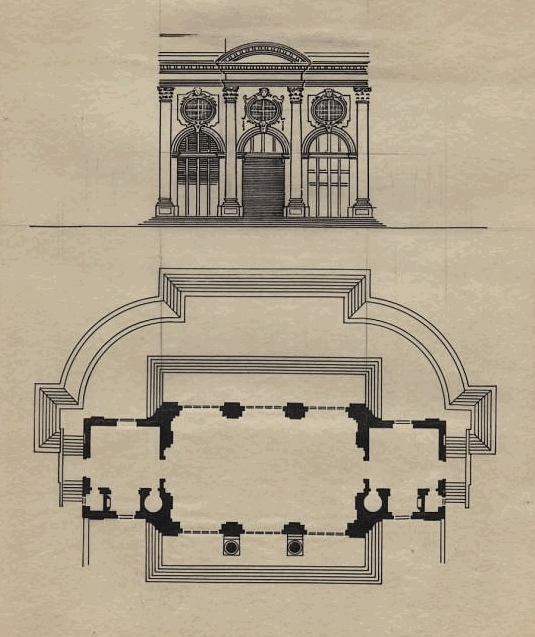
Grand Salon
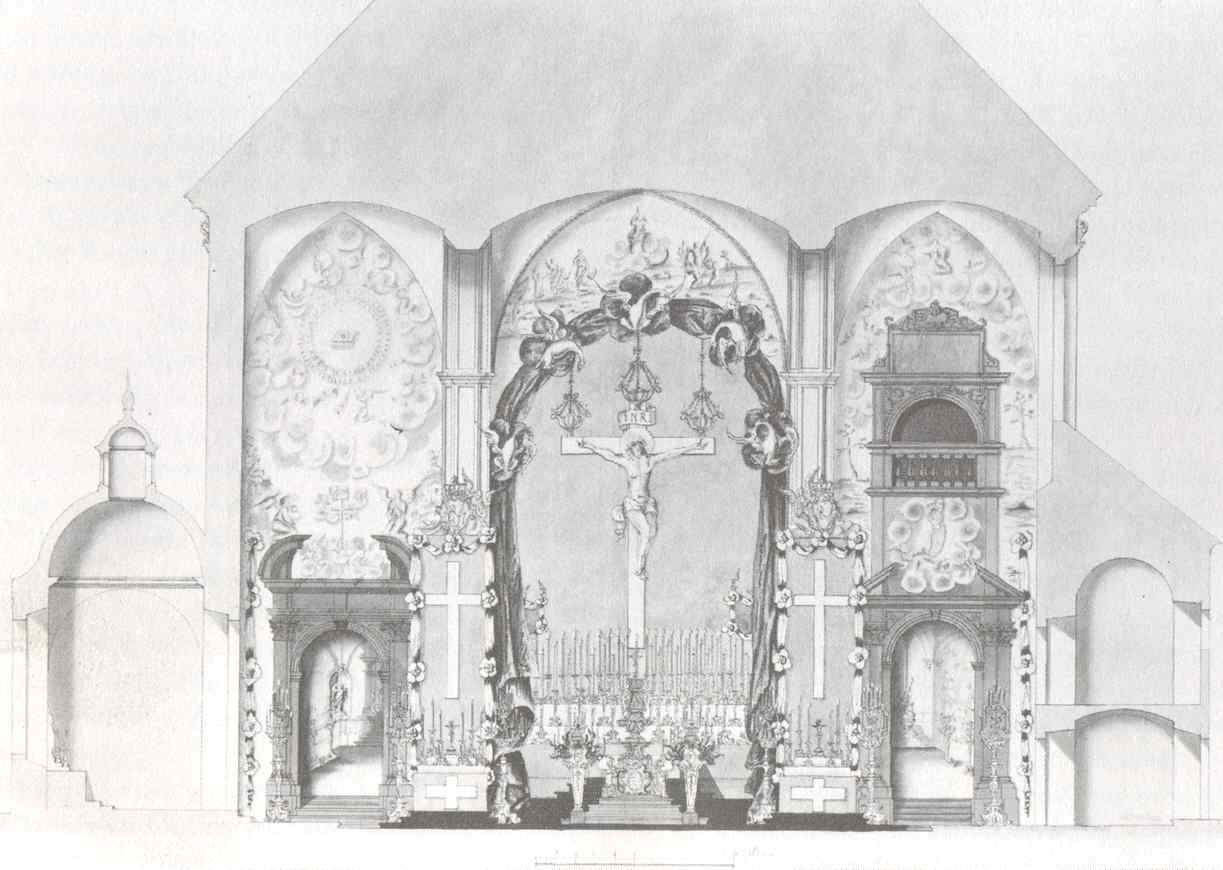
Nagrobek dla króla Augusta II Mocnego
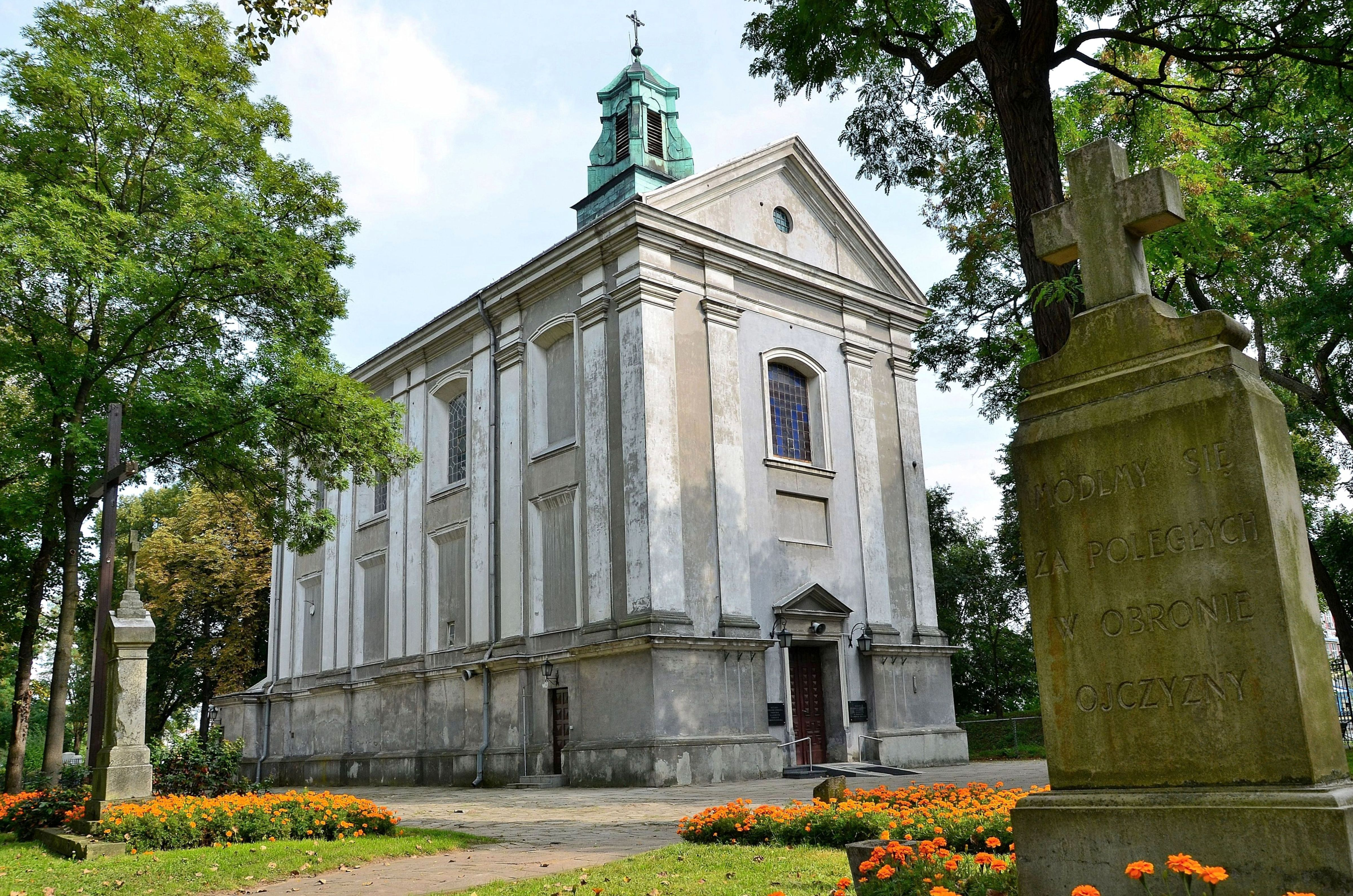
Kościół św. Wawrzyńca na Woli